# فاسكو غراسا مورا
فاسكو نافارو دا غراسا مورا (بالبرتغالية: Vasco Navarro da Graça Moura) محامي وكاتب وشاعر ومترجم وسياسي برتغالي، ولد في 3 يناير 1942 في منطقة فوش دو دورو في مدينة بورتو البرتغالية في أسرة برجوازية وتوفي في 27 أبريل 2014 في لشبونة.
كان عضواً في البرلمان الأوروبي (1999–2009) وخاطب بهذه الصفة وزير الثقافة الفرنسي يطالبه بالرد الفوري للممتلكات التي أخرجتها فرنسا من البرتغال أثناء احتلالها من قبل جيوش نابليون.
صدر له أكثر من 60 كتاباً بين شعر ونثر ومقالات وترجمات أدبية.
حصل على عدة جوائز أدبية، منها جائزة بيسوا في سنة 1995 والإكليل الذهبي في سنة 2004.